# Libro de cocina de doña Josepha de Escurrechea
El Libro de cocina de doña Josepha de Escurrechea (Potosí, 1776) es el recetario más antiguo que se conoce en el actual territorio de Bolivia.

## Descripción
El Libro de cocina de doña Josepha de Escurrechea es un cuaderno manuscrito y empastado en cuero que contiene más de un centenar de “recetas curiosas que podrán desempeñar al más lucido y costoso banquete”. Cuenta con 180 páginas, de las cuales una décima parte no ha sido usada. Se trata de un ejemplo único de la gastronomía potosina durante las últimas décadas de la época virreinal. Escrito a finales del siglo XVIII por Josepha de Escurrechea, dama de la alta sociedad charqueña, el texto retoma una larga tradición culinaria europea y americana, donde se mezclan sabores e ingredientes de distintas latitudes, y también da cuenta de los hábitos gastronómicos de aquel entonces. Según la historiadora chuquisaqueña Beatriz Rossells, en el libro se reflejan “las costumbres alimenticias del período y probablemente de dos siglos de vida de la aristocracia española en Potosí, pues los procedimientos no se improvisan, sino que se continúan por generaciones”.

## Contenido

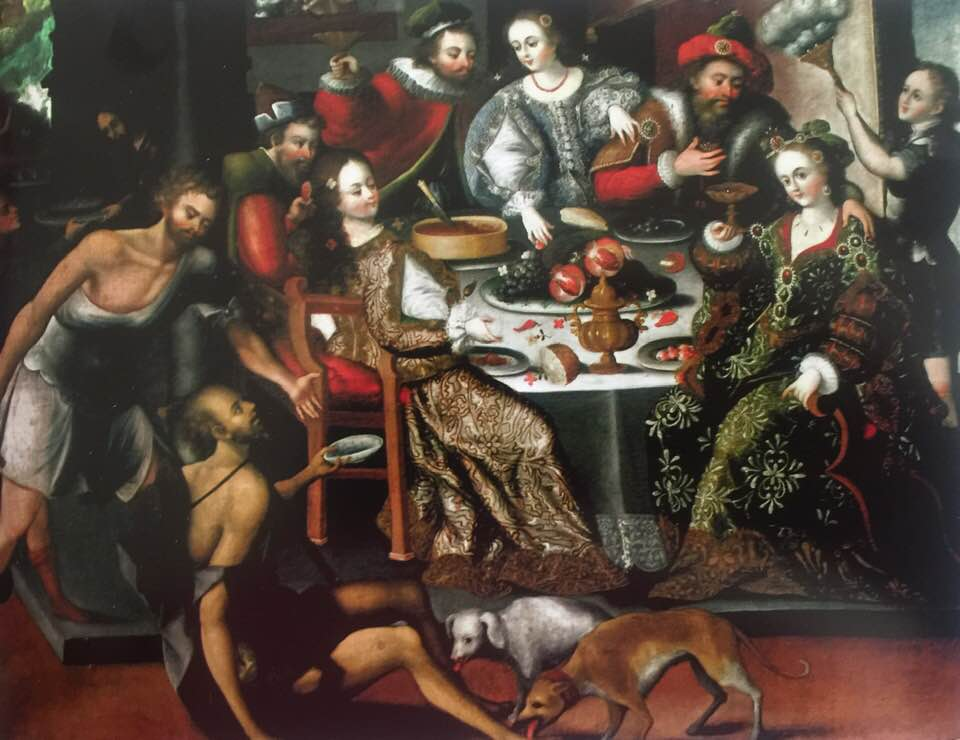
La parábola del rico Epulón y el pobre Lázaro. Leonardo Flores. Museo de la catedral de La Paz

Este libro de cocina fue editado por primera vez en 1995, junto con otros dos recetarios históricos (el de doña Eugenia Atayora de 1820 y el de doña Sofía Urquidi de 1917) bajo el título de La gastronomía en Potosí y Charcas, siglos XVIII y XIX: En torno a la historia de la cocina boliviana. En este trabajo de recuperación, Beatriz Rossells anota la importancia social y estética del arte culinario en la región, así como el rol de representación de la comida como símbolo de estatus. 
El cuaderno de Josepha de Escurrechea es también un testimonio del paso de la cocina antigua a la cocina moderna, así como un tratado sobre las buenas maneras, especialmente aquellas ligadas al orden de servicio de las comidas. En un apartado titulado “Modo de servir los platos en la mesa”, la autora explica que el banquete debía estar compuesto de, al menos, “cuatro platos precisos”, “ya que faltando cualquiera de ellos, es un gran defecto”.
De esta forma, el menú se abría con una gran variedad de dulces (pues, en caso de repetirse, a los comensales les parecería una “fealdad”). El segundo plato podía ser un asado o una sopa dorada de bizcochuelos en almíbar. A estos, les seguía la olla, una preparación a base de carnes (res, jamón, tocino, capón o gallina) con garbanzo, repollo, yuca, nabo, membrillo, pera, zapallo, papa y oca con arroz, el todo abundantemente sazonado con especias, mostaza y ají. Finalmente, el servicio se cerraba con un postre, donde se hacía gala de las mejores tortas.  
Esta disposición de las comidas obedecía a un principio de alternancia de sabores que partía de la oposición dulce/salado o agrio/dulce y que doña Josepha de Escurrecha aconseja como regla básica del buen gusto.